# Pavel Roman
Pavel Roman (25. ledna 1943 Olomouc – 31. ledna 1972 Tennessee, USA) byl československý krasobruslař, mužská polovina tanečního páru sourozenců Romanových. Spolu se svou sestrou Evou Romanovou se stal celkem čtyřikrát mistrem světa v tancích na ledě v letech 1962 až 1965 a podvakrát v letech 1964 a 1965 též mistrem Evropy. 

## Život
Po osmiletce vystudoval Průmyslovou školu strojnickou v Karlíně v Praze a pokračoval strojařinou na vysoké škole technické.
Už roku 1947 začal trénovat bruslení v olomouckém krasobruslařském oddíle, od pěti let již vystupoval v olomoucké lední revui. V roce 1952 se rodina přestěhovala do Prahy, Pavel trénoval ve sportovní škole, od roku 1954 začali se sestrou Evou trénovat jako sportovní pár (zpočátku je vedl jejich otec), od prosince 1954 byli členy TJ Slovan Gramofonových závodů v Praze, od roku 1956 členy Spartaku Motorlet. 
Ve sportovních dvojicích závodili do roku 1959 a od roku 1958 začali trénovat také tance na ledě, nejprve v Bratislavě pod vedením manželů Zornových z Vídně, pak s trenérkou Mílou Novákovou, která je přivedla až k společnému autorství české školy tanců na ledě. V roce 1959 soutěžili na mistrovství republiky jak ve sportovních párech (2. místo), tak v párech tanečních (1. místo). První místo v soutěži tanečních párů obhájili celkem sedmkrát až do roku 1965 včetně. Mezinárodních závodů se poprvé zúčastnili v roce 1959 v Davosu ještě v obou disciplínách a v tancích obsadili 7. místo. Sezóny 1962 až 1965 pak byly léty jejich největších sportovních úspěchů.
Od roku 1965 do 1971 působili v americké lední revue Holiday on Ice. Zahynul ve věku 29 let při autonehodě.
Za rok 2002 obdržel in memoriam Cenu města Olomouce v oblasti sport.

## Přehled sportovních úspěchů
- 1962 mistrovství světa Praha (Československo), 1. místo
- 1962 mistrovství Evropy, 3. místo
- 1962 anketa o nejlepšího sportovce Československa, 1. místo
- 1963 mistrovství světa Cortina d'Ampezzo (Itálie), 1. místo
- 1963 mistrovství Evropy Budapešť (Maďarsko), 2. místo
- 1964 mistrovství světa Dortmund (Spolková republika Německo), 1. místo
- 1964 mistrovství Evropy Grenoble (Francie), 1. místo
- 1965 mistrovství světa Colorado Springs (Spojené státy americké), 1. místo
- 1965 mistrovství Evropy Moskva (Sovětský svaz), 1. místo